# 屈膝礼

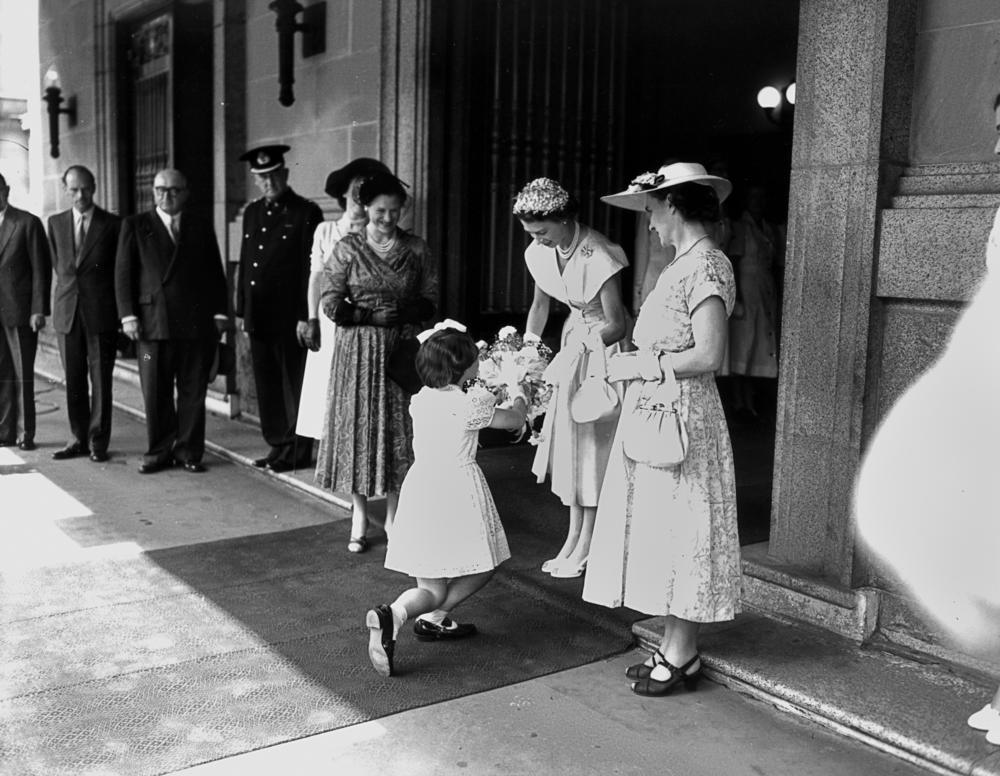
女孩於布里斯本市政廳前向伊利沙伯二世行屈膝禮，照片攝於1954年3月

屈膝礼是一種女性問候姿勢，女性在行屈膝禮時膝蓋彎曲，同時還要低頭，且必須提裙。在西方文化中，這相當於男性的鞠躬。朱迪丝·马丁認為屈膝禮是一種“下級向上級行禮的姿勢”。根据德斯蒙德·莫利斯的说法，在17世纪之前，屈膝礼有點像鞠躬，而此後這兩種行禮方式開始與性別掛鉤。